# Le Monde de l'espéranto
Pour les articles homonymes, voir Monde.
Le Monde de l'espéranto est un magazine public d’information sur l’espéranto et les problèmes de communication dans le monde. Destiné à un public francophone, Le Monde de l’espéranto est majoritairement rédigé en français, mais comporte un certain nombre de reportages en espéranto. Il est édité trimestriellement par Espéranto-France. Des suppléments présentent régulièrement des traductions en espéranto d'œuvres littéraires françaises de toutes époques.
Le magazine fut créé avant la Première Guerre mondiale sous le titre Franca Esperantisto (« l'espérantiste français »). L’idée originale était d’avoir une publication nationale chapeautée par l’Union Française espérantiste, avec un encart central par région.